# Папуга синьоголовий
Папуга синьоголовий (Psittinus cyanurus) — вид папугоподібних птахів родини Psittaculidae. Мешкає в Південно-Східній Азії.

## Опис
Довжина птаха становить 18 см, вага 85 г. Забарвлення переважно зелене. Нижні покривні пера кил яскраво-червоні, на плечах червонуваті плями, покривні пера крил мають жовтуваті края. У самців верхня частина голови і надхвістя блакитні, верхня частина спини чорнувата, дзьоб звеху червоний. У самиць голова сірувато-коричнева.

## Підвиди
Виділяють два підвиди:
- P. c. cyanurus (Forster, JR, 1795) — Малайський півострів, Суматра, острови Ріау, Лінґґа[de] і Банка, Калімантан;
- P. c. pontius Oberholser, 1912 — Ментавайські острови.

Psittinus abbotti раніше вважався підвидом синьогологового папуги, однак був визнаний окремим видом.

## Поширення і екологія
Синьоголові папуги мешкають в Малайзії, Індонезії, Брунеї, Таїланді і М'янмі. Вони живуть у вологих і сухих рівнинних тропічних лісах, на узліссях, в мангрових лісах, на плантаціях і в садах. Зустрічаються зграйками до 20 птахів, переважно на висоті до 700 м над рівнем моря, місцями на висоті до 1300 м над рівнем моря. Живляться насінням, плодами і квітками.

## Збереження
МСОП класифікує стан збереження цього виду як близький до загрозливого. За оцінками дослідників, популяція синьоголових папуг становить понад 100 тисяч птахів. Їм загрожує знищення природного середовища.